# Villa de la Tronçais
La villa de la Tronçais est située à Fleuriel (France).
Inscrite au titre des monuments historiques, la villa subit un incendie en septembre 2023.

## Localisation
La villa est située sur la commune de Fleuriel dans le département de l'Allier, en région Auvergne-Rhône-Alpes. Elle se trouve à environ 2 km au nord-ouest du bourg, sur le côté gauche de la route du Theil. Elle est bâtie dans un vaste domaine sur une clairière située au centre d'un bois dans lequel sont percées plusieurs larges perspectives du sud-est au sud-ouest.

## Description
La villa présente une structure composite et complexe. Sur un corps de logis de plan rectangulaire à deux niveaux se greffent plusieurs avant-corps et tours. Le rez-de-chaussée est surélevé par rapport au terrain et accessible par un vaste perron.

## Historique
La villa de la Tronçais est construite entre 1909 et 1912 pour le vicomte Robert Hutteau d'Origny, sur un terrain qu'il avait hérité de sa mère. Le choix d'un style balnéaire pour ce « château-villa » est probablement inspiré des villas de Deauville, dont Robert d'Origny affectionnait l'architecture. L'architecte est Louis Laroque, qui exerçait à Moulins et mena un certain nombre de chantiers en Bourbonnais. Le parc fut dessiné par les fils de François-Marie Treyve, horticulteur-paysagiste à Moulins.

## Protection
La villa est inscrite au titre des monuments historiques par arrêté du 18 mars 2016.
Éléments protégés : la villa en totalité avec ses communs, son château d'eau et son chenil.